# Estilo pombalino

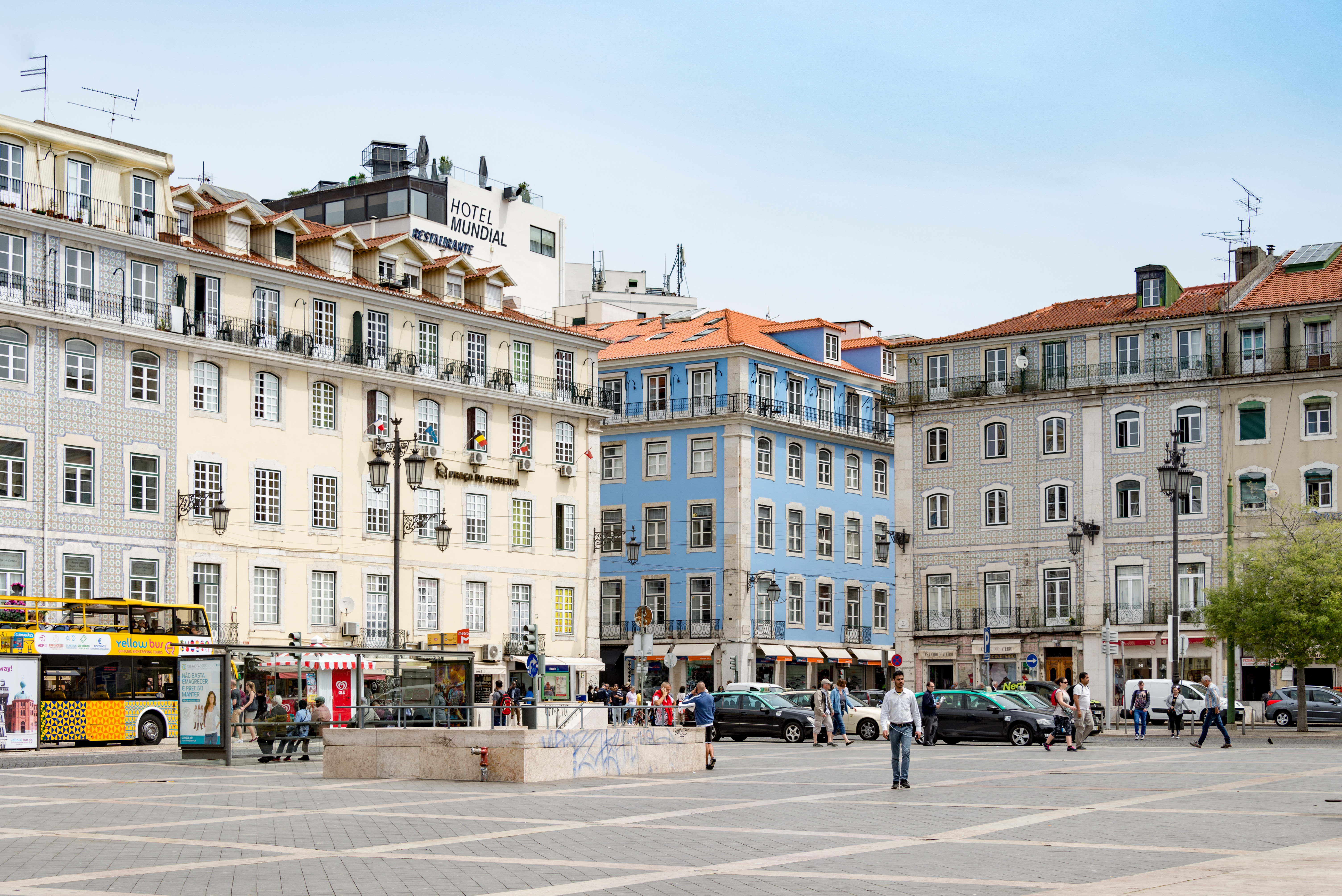
Edifícios tradicionais da Baixa Pombalina, em Lisboa

O estilo pombalino é um estilo arquitetónico português do século XVIII, caracterizado pela rigidez das composições e um certo retorno à matriz clássica, surge na reconstrução de Lisboa após o terremoto de 1755 batizado em homenagem a Sebastião José de Carvalho e Melo, o primeiro marquês de Pombal, que foi fundamental na reconstrução de Lisboa após o sismo de 1755. Pombal supervisionou os planos elaborados pelos engenheiros militares Manuel da Maia, Eugénio dos Santos e Elias Sebastião Pope (posteriormente sucedido por Carlos Mardel). A malha urbana medieval e orgânica da cidade (principalmente a área da Baixa, agora denominada Baixa Pombalina) foi substituída por um plano de grade com estradas e pavimentos largos, que tinha como eixo principal a Rua Augusta.
O Paço da Ribeira, antigo palácio real, foi substituído pela Praça do Comércio, que junto com a praça D. Pedro IV definem os limites da nova cidade. Maia e Santos também delinearam a forma das fachadas que estavam alinhadas nas ruas, concebidas em um esquema hierárquico que determinava seus detalhes e tamanho de acordo com importância da rua na qual estavam localizadas. Estes estavam em um estilo neoclássico notavelmente contido, em parte o resultado de recursos limitados e da urgência de construir, mas também graças ao conceito de iluminação da racionalidade arquitetônica adotado por Pombal. Um sistema padronizado de decoração foi aplicado tanto dentro como fora com uma aplicação distintamente reduzida de azulejos. Como princípio, foram proibidos quaisquer elementos que saissem das paredes: degraus, consoles, prateleiras para vasos de flores, anéis para prender cavalos ... Também não há refinamento, porque tudo é baseado em princípios de economia dos mais rígidos.
Também com a possibilidade de adaptação, foi utilizado o trabalho do azulejo, que iria inspirar-se no estilo do Séc. XVII. Todos os azulejos teriam a mesma dimensão, podendo variar na sua cor e tema, o que permitia, com a junção de elementos individuais, criar painéis de qualquer dimensão, adaptáveis a todo o tipo de espaços, como corredores, escadarias, entre outros. A união destes azulejos formava uma rede que, embora de forma simplificada e empobrecida, fruto das necessidades daquela época, não deixaria de ter uma relação próxima com o estilo rococó.

## Contexto

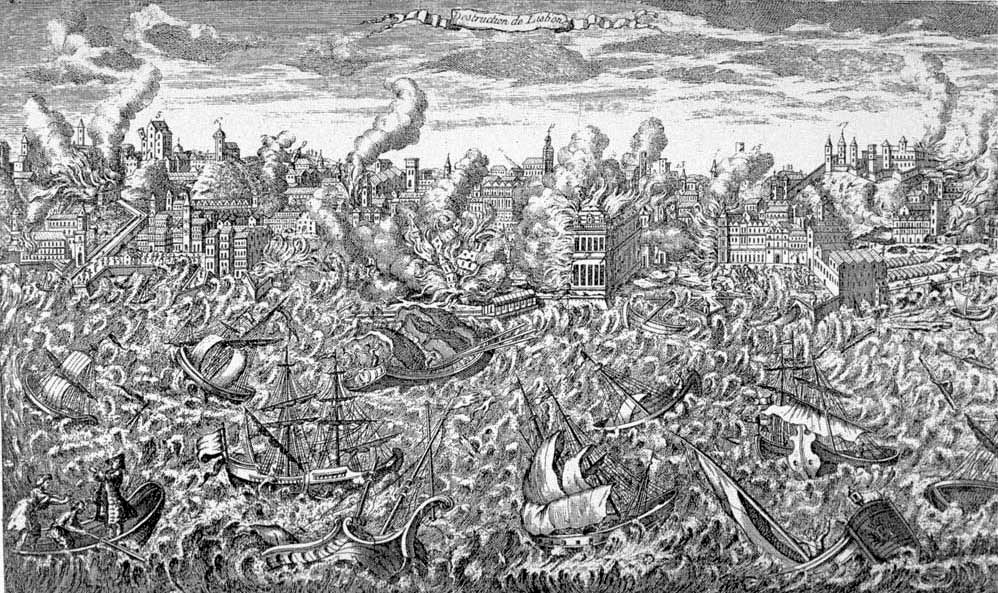
Gravura em cobre de 1755 mostrando Lisboa em chamas e o tsunami varrendo o porto.

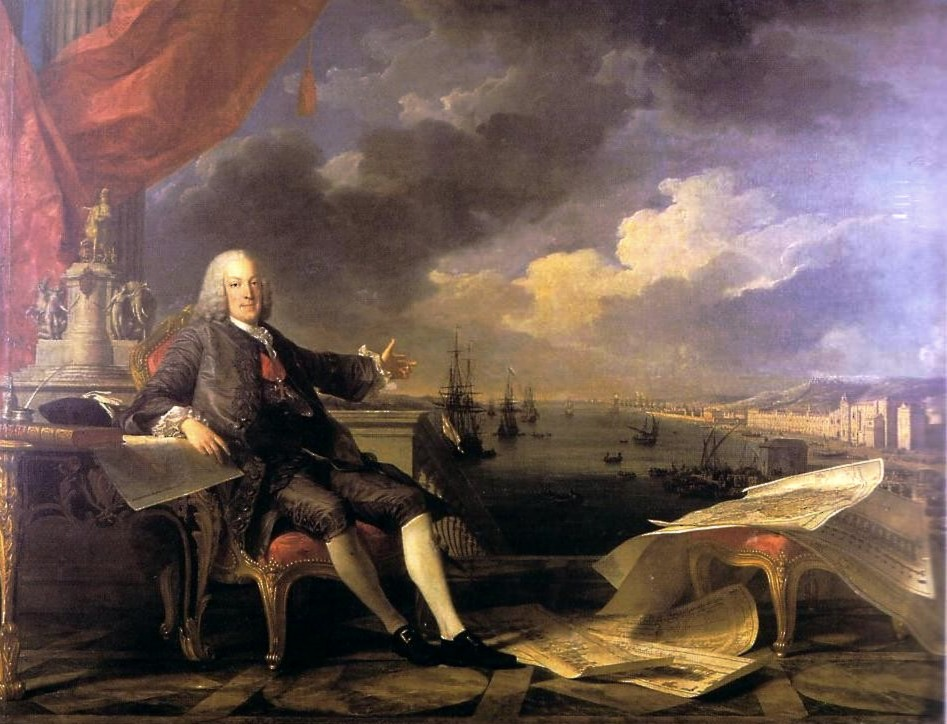
"Marquês de Pombal" e a cidade de Lisboa, de Louis-Michel van Loo (1707-1771) e Claude-Joseph Vernet (1714-1789), Museu da Cidade, Lisboa

O sismo de 1755, ocorreu no dia 1 de novembro de 1755, às 9:30 ou 9:40 da manhã, dia que coincide com o feriado do Dia de Todos-os-Santos. A data contribuiu para um alto número de fatalidades, visto que ruas e igrejas estavam cheias de fiéis. O terremoto foi seguido de um tsunami - que teria atingido a altura de 30 metros - e de múltiplos incêndios resultando na destruição quase completa da cidade de Lisboa, especialmente na zona da Baixa, e atingindo ainda grande parte do litoral do Algarve e Setúbal.
Os sismólogos hoje estimam que o terremoto de Lisboa teve uma magnitude na faixa de 8,5 a 9,0 na escala de magnitude do momento, com seu epicentro no Oceano Atlântico a cerca de 200 km a oeste-sudoeste do Cabo de São Vicente. As estimativas colocam o número de mortos em Lisboa entre 10.000 e 100.000 pessoas, tornando-o um dos terremotos mais mortíferos da história.
A família real escapou ilesa da catástrofe: o rei D. José I e a corte haviam deixado a cidade, depois de assistir à missa ao nascer do sol, cumprindo o desejo de uma das filhas do rei de passar as férias longe de Lisboa. Depois da catástrofe, José I desenvolveu um medo de viver dentro das muralhas e a corte foi acomodada num enorme complexo de tendas e pavilhões nas colinas da Ajuda, nos arredores de Lisboa. A claustrofobia do rei nunca diminuiu, e foi somente após a morte de José que sua filha Maria I de Portugal começou a construir o palácio real da Ajuda, que fica no local do antigo acampamento de tendas. Assim como o rei, o primeiro-ministro Sebastião José de Carvalho e Melo (1º Marquês de Pombal) sobreviveu ao terremoto. Quando perguntado sobre o que deveria ser feito, Pombal supostamente respondeu: "Enterram-se os mortos e cuidam-se os vivos".
O rei e o primeiro ministro imediatamente lançaram esforços para reconstruir a cidade. Em 4 de dezembro de 1755, pouco mais de um mês após o terremoto, Manuel da Maia, engenheiro-chefe do reino, apresentou seus planos para a reconstrução de Lisboa. Maia apresentou quatro opções, desde o abandono de Lisboa até a construção de uma cidade completamente nova. O primeiro plano era reconstruir a cidade velha usando materiais reciclados; essa era a opção mais barata. O segundo e terceiro planos propunham ampliar certas ruas. A quarta opção corajosamente proposta arrasando todo o bairro da Baixa e "abrindo novas ruas sem restrições". Esta última opção foi escolhida pelo rei e seu ministro.

## Reconstrução urbana
O estilo pombalino é, tal como a arquitetura chã, fruto da necessidade e do espírito de iniciativa de Portugal.

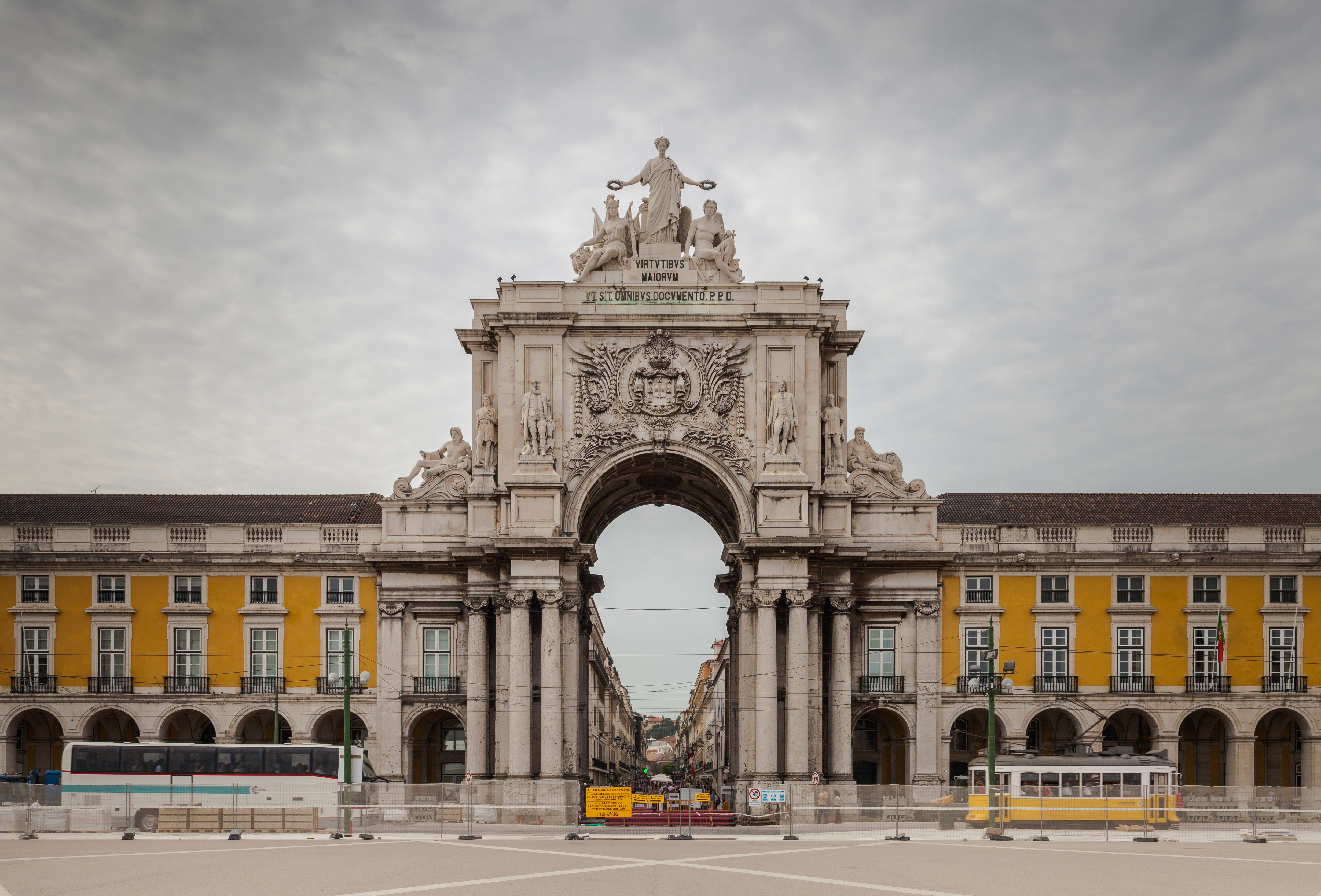
Arco da Rua Augusta, em Lisboa

Em menos de um ano, a cidade foi limpa de detritos. Ansioso por ter uma cidade nova e perfeitamente ordenada, o rei encomendou a construção de grandes praças, rectilíneas, grandes avenidas e ruas alargadas - os novos motes de Lisboa. A maior parte da reconstrução foi paga com o ouro retirado da Capitania de Minas Gerais na colônia brasileira, que viu um aumento em seus impostos. Isso levou a uma alta insatisfação entre os habitantes, que eventualmente expulsaram a Companhia de Jesus e viram o arraial de Curvelo realizar duas inconfidências em protesto à coroa portuguesa.
A cidade foi completamente modificada. As ruas de traçado medieval, com aspecto labiríntico, deram lugar a um traçado rectilíneo ortogonal, regularizando a área compreendida entre as antigas praças da cidade, Rossio e Terreiro do Paço, também corrigidas e ordenadas. Os espaços foram ampliados, permitindo condições de iluminação e arejamento inexistentes na cidade medieval. A Praça do Comércio, sem o Palácio Real, transferido para a Ajuda, se abriu ao rio Tejo e recebeu diversos ministérios. É dominada por dois torreões gémeos, inspirados no antigo torreão do Palácio Real, monumentalizada por uma estátua do rei D. José, da autoria de Machado de Castro, e recebe um arco de triunfo, construído apenas no século XIX segundo projeto diferente do original, simbolizando o triunfo sobre o terremoto. É a praça do poder. O Rossio perde o antigo e arrasado Hospital de Todos os Santos, e torna-se no "fórum" da cidade, tentando manter o caráter popular, apesar dos elegantes edifícios. As ruas são hierarquizadas condicionando a tipologia de edifícios construídos. Seções de outras cidades portuguesas, como a Vila Real de Santo António no Algarve, também foram reconstruídas ao longo dos princípios pombalinos.

## Características

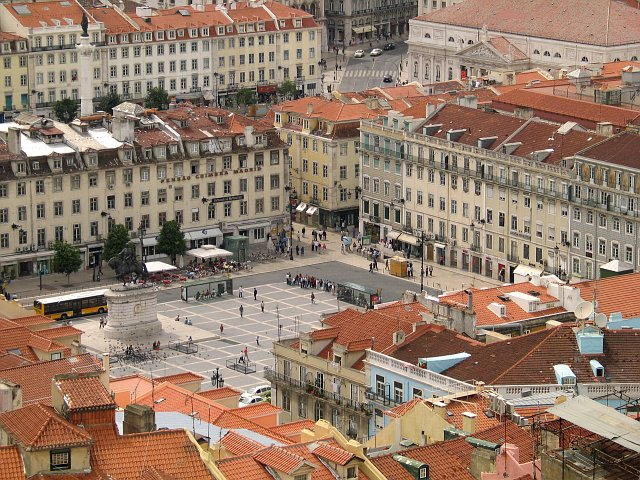
Praça da Figueira, em Lisboa, com vários exemplares de edifícios pombalinos

A "arquitetura pombalina" é uma sistematização racional de elementos que já existiam, edifícios em série impondo uma padronização de vanguarda e, finalmente, um fenômeno quantitativo, sujeito a um ritmo determinado. O principal objetivo de tais medidas foi ganhar o tempo máximo para a reconstrução. Outro ponto importante: com essa padronização, todos os artesãos da nação poderiam colaborar, mesmo tendo suas oficinas bem longe da capital. Os portugueses já tinham uma boa experiência de trabalho de montagem remota, já que muitas vezes os barcos que iam para o Oriente tinham para o passado, na viagem, cortar pedras que serviriam para construir as fortalezas ao longo da costa africana, depois asiáticas.

### Anti-sismo

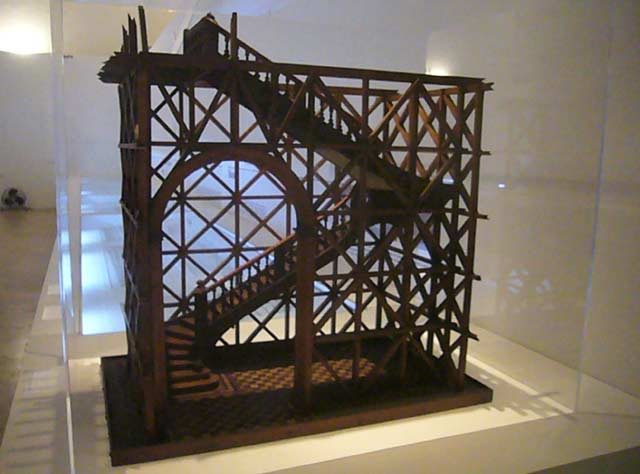
Gaiola pombalina, modelo da estrutura anti-sísmica desenvolvida na reconstrução da Baixa Pombalina

Os edifícios pombalinos estão entre as primeiras construções sismicamente protegidas na Europa. Pequenos modelos de madeira foram construídos para testes, e terremotos foram simulados pelas tropas que marchavam ao redor deles. O estilo pombalino introduziu as primeiras características de projeto anti-sísmicas e os primeiros métodos de construção pré-fabricados. Uma estrutura de madeira flexível implantada nas paredes, pisos e telhados e depois coberta por materiais de construção pré-fabricados, chamada gaiola pombalina, era conhecida pois"treme, mas não cai". A estrutura em madeira foi inspirada nos métodos de construção dos navios. A madeira, sendo deformável, tinha uma elevada capacidade de resistência às forças de tração e compressão num meio constantemente agitado.
Por outro lado, a alvenaria é mais eficaz na resistência aos incêndios. A solução de incorporar a estrutura em madeira nas paredes de alvenaria juntava as vantagens de ambos os tipos de construção.

## O edifício pombalino
O edifício pombalino é uma estrutura até quatro pisos, com arcadas para lojas no piso térreo, varandas ou varandins no primeiro andar e cobertura em água furtada. Todas as construções seguem a mesma tipologia, sendo acrescentados pormenores decorativos na fachada consoante a importância do local. As construções são isoladas por quebra-fogos e respeitando a volumetria máxima imposta – considerava-se que os quatro pisos eram os ideais em caso de nova catástrofe. A construção dos palácios é também regulamentada, obrigando uma sobriedade sem ostentação, muito impopular entre a aristocracia, permitindo efeitos decorativos apenas no portal e janelas um pouco mais elegantes que os prédios de habitação
A simplicidade é total. Este espírito de funcionalidade, eliminando tudo o que é supérfluo, incluindo a decoração, impondo uma sobriedade racional, é um contraste ao estilo rococó que estava na moda antes do terremoto. Reflete o espírito do iluminismo e um forte carácter neoclássico, ainda sem ordens arquitectónicas clássicas, mas submetendo o decorativo à razão.

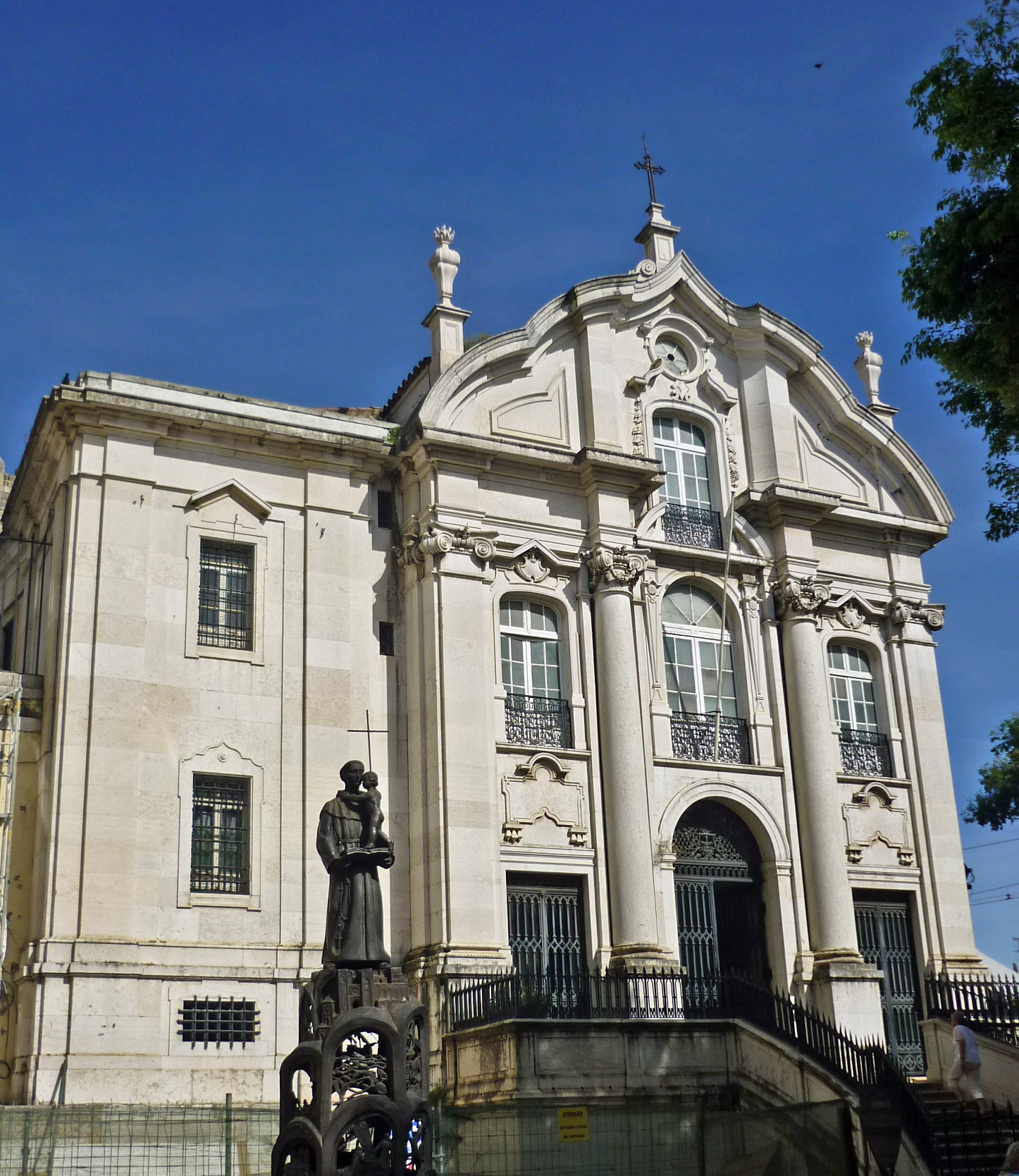
Fachada da Igreja de Santo António em frente à Sé Catedral de Lisboa.

### Igrejas
As igrejas seguem o espírito da época, com alguma decoração arquitetônica exterior e tipologias bem definidas. São edifícios de nave única com altares laterais, decoração interna seguindo as formas do rococó, materiais fingidos em madeira e estuque, alguma pintura (destacam-se as obras de Pedro Alexandrino de Carvalho) e escultura. Os espaços são agradáveis, suaves, luminosos e, apesar da construção pré-fabricada, bem ao gosto rococó. Destacam-se as Igrejas de Santo António da Sé (no local onde nasceu Santo António), da Encarnação, São Domingos, Madalena, Mártires e muitas outras. Mantendo o vocabulário estético e elementos decorativos pré-fabricados houve a preocupação de as individualizar. Em edifícios menos destruídos tentou-se harmonizar as formas pombalinas com a decoração existente.

## Calçada portuguesa, herança pombalina
A calçada portuguesa, criada por Pombal, consiste na montagem sem revestimento de pequenas pedras calcárias e basálticas formando desenhos em preto e branco. Só no final do século XIX é que a moda se concretizou e foi adoptada para as principais avenidas, todo o Rossio e Chiado. Os padrões são inspirados na história dos Descobrimentos (caravelas e navios) e do comércio (peixe, fruta, etc.).

Calçada portuguesa
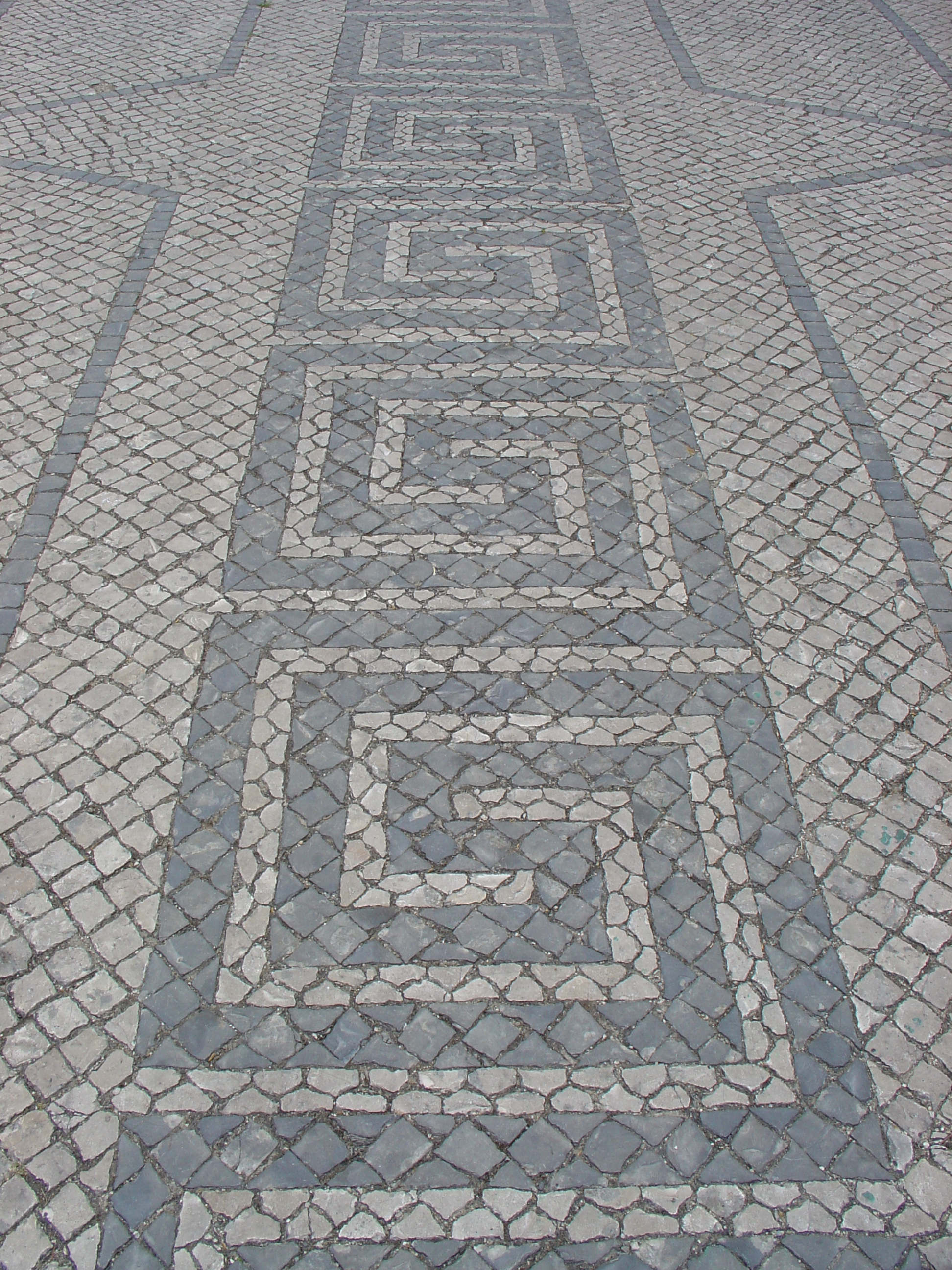
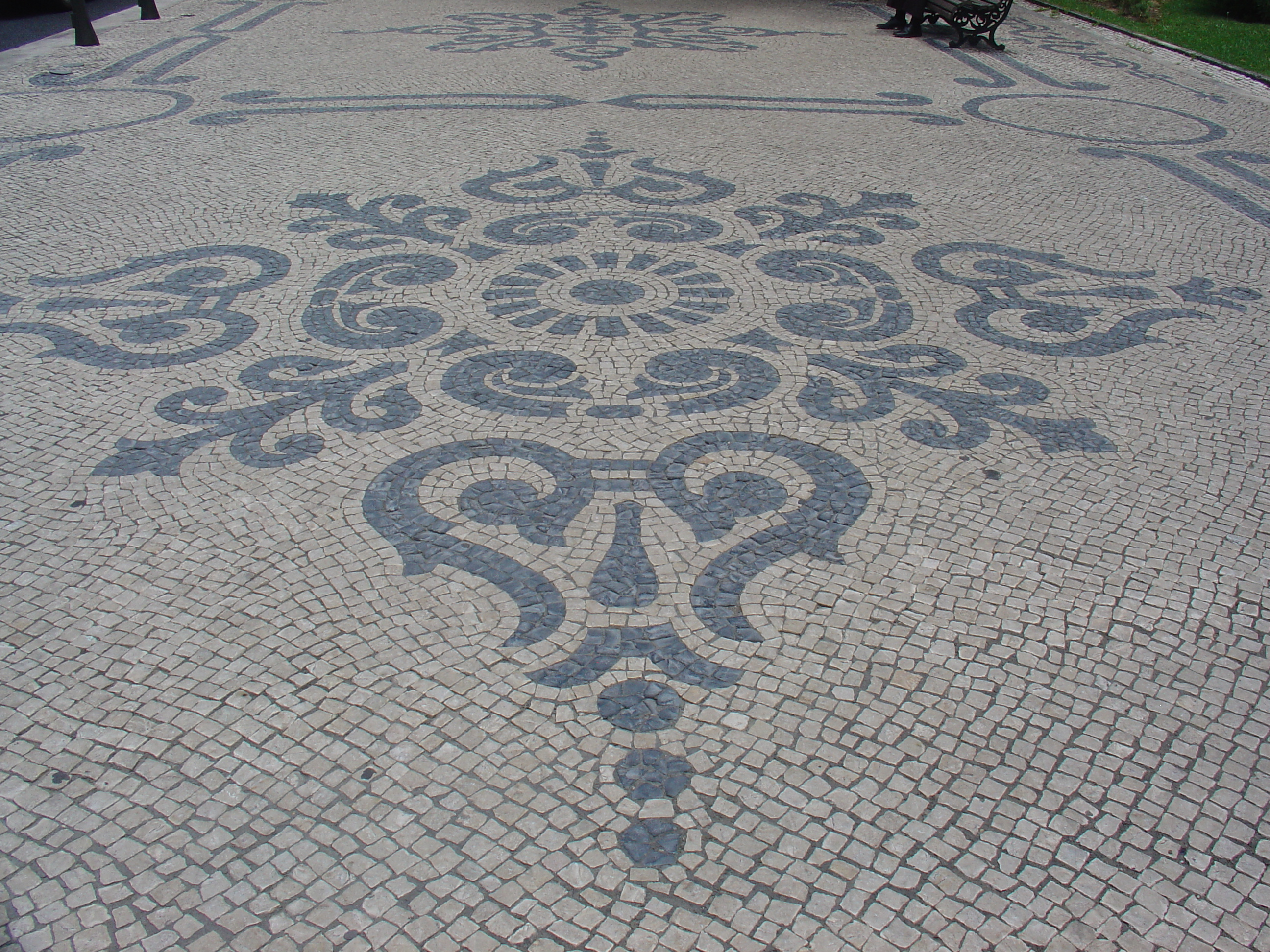
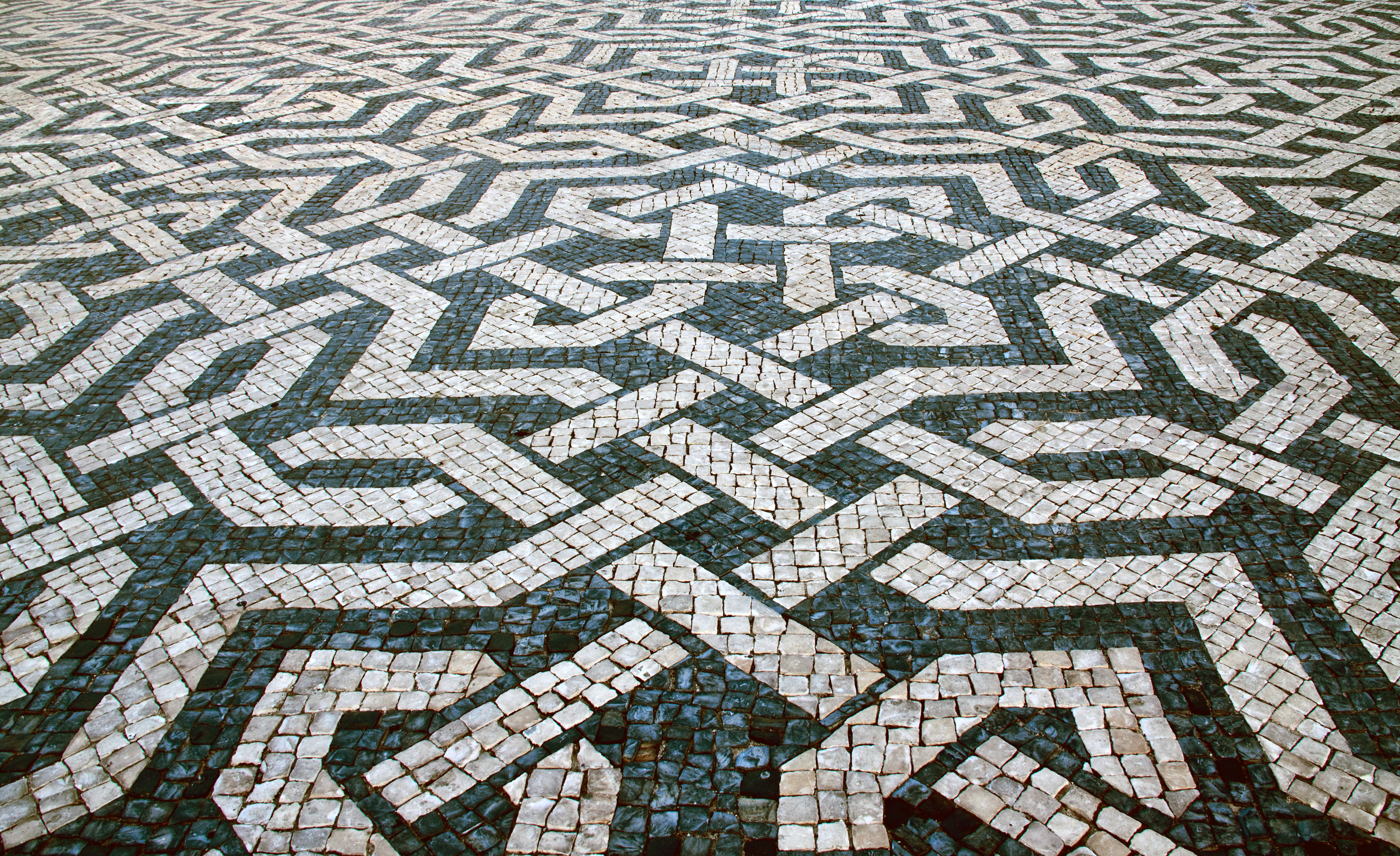
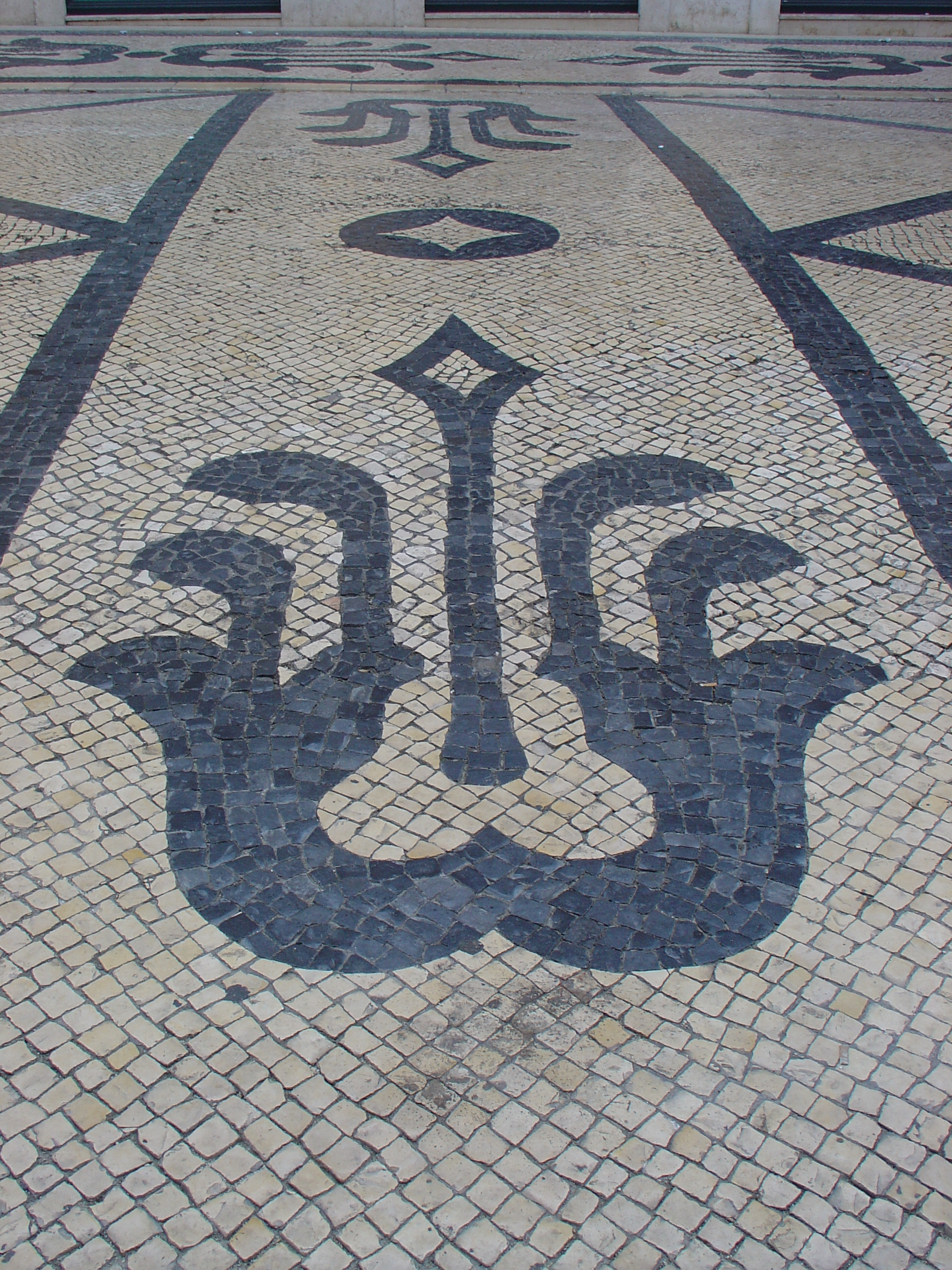
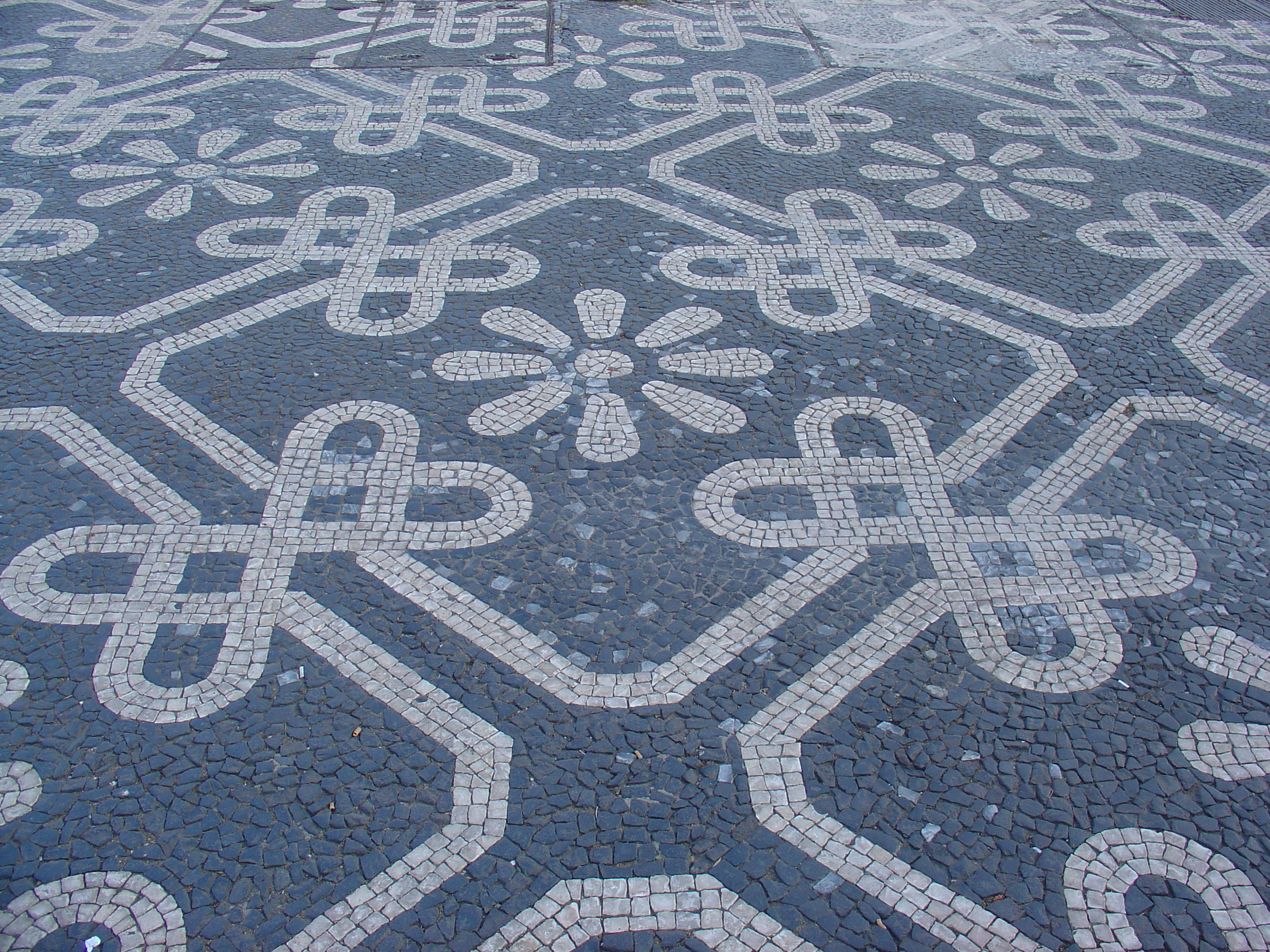
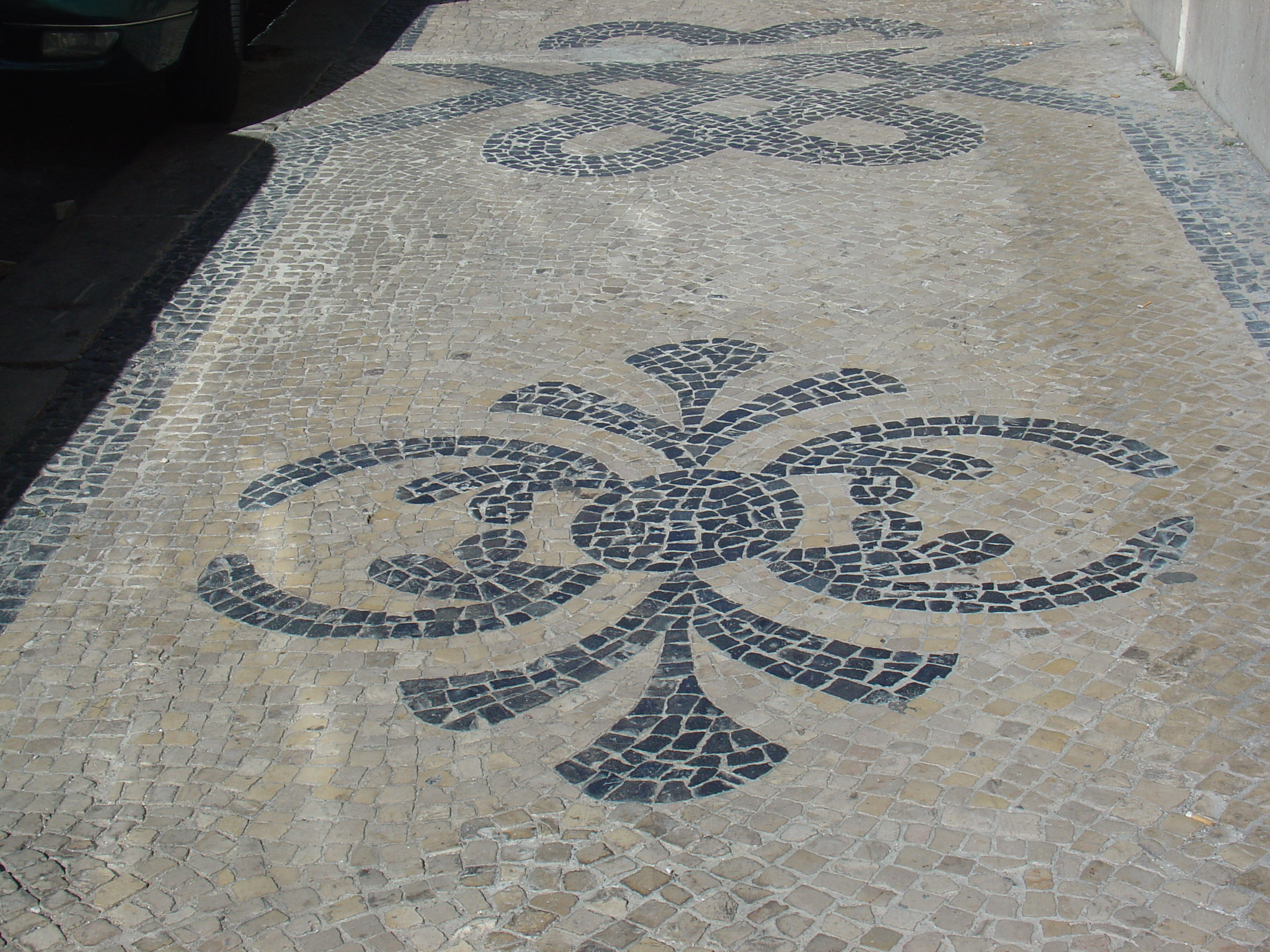
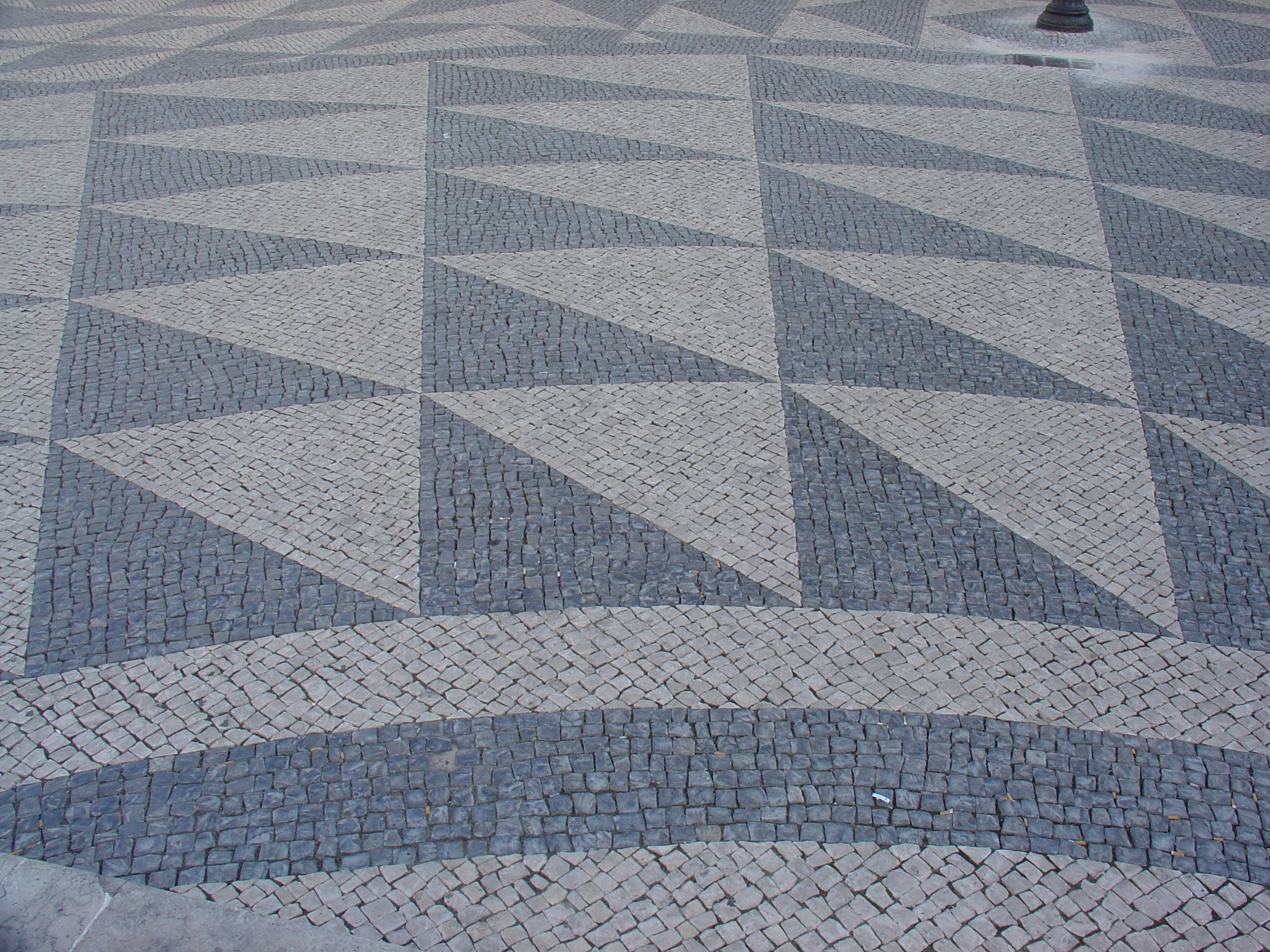
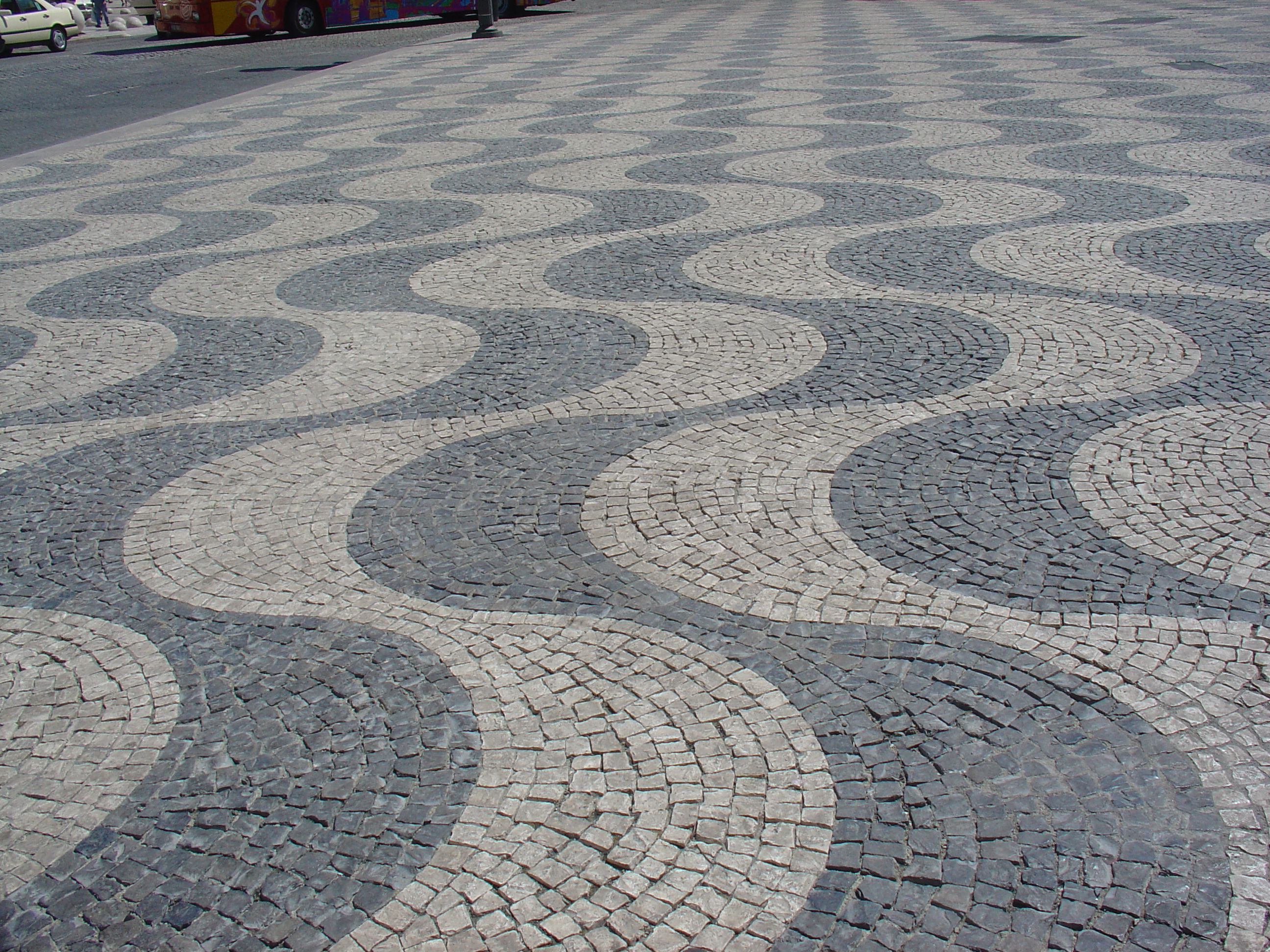
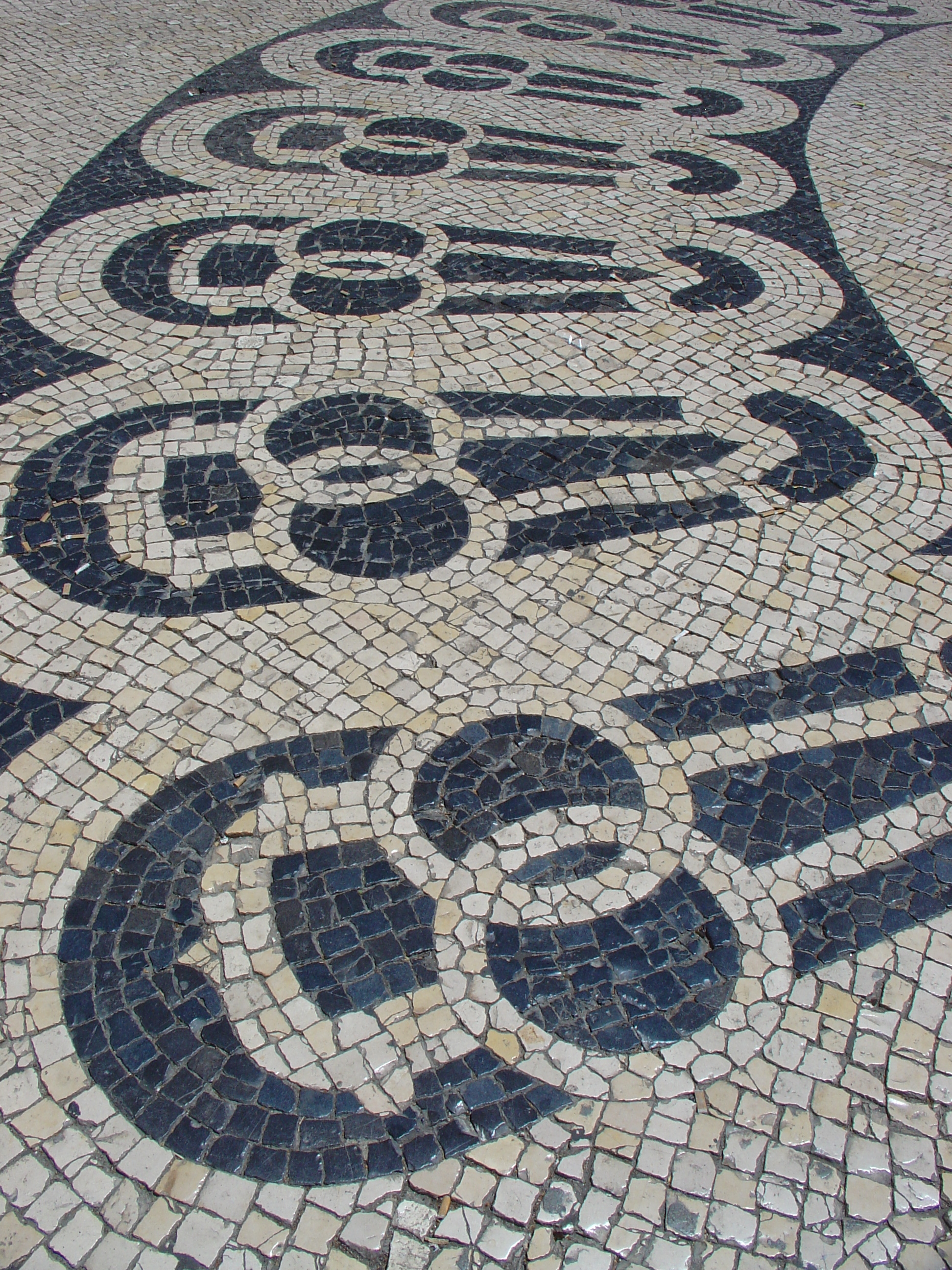